# Habiba Ghribi
Habiba Ghribi (9 d'abril de 1984, Kairuan) és una corredora de mitjana i de llarga distància de Tunísia que s'especialitza en la carrera d'obstacles de 3.000 metres. Va ser campiona olímpica a Londres 2012 i campiona del món en Daegu 2011. També és la posseïdora del rècord d'Àfrica des de l'11 de setembre de 2015, amb una marca de 9:05.36.

## Historial esportiu
Va ser campiona olímpica a Londres 2012 i campiona del món en Daegu 2011. Va obtenir inicialment el 2º lloc en les dues competicions, però l'atleta russa Yuliya Zaripova, guanyadora d'ambdues proves, va ser desqualificada el 24 de març de 2016 pel TAS acusada de dopatge. La IAAF va anunciar que les medalles serien redistribuïdes en totes les competicions sota el seu control pel que Ghribi va passar del 2n lloc al 1º. La medalla a Londres 2012 va ser la primera medalla olímpica femenina de Tunísia.
El 2015 va obtenir la medalla de plata al Campionat Mundial de Pequín 2015.
Ghribi va competir al Campionat Mundial de Camp a través de la IAAF en diverses ocasions, però va trobar un major èxit en la pista amb obstacles, guanyant una medalla de plata en els Campionats Africans d'Atletisme 2006 i una de bronze en els 1.500 metres en els Jocs del Mediterrani 2009. Va representar a Tunísia als Jocs Olímpics de Beijing 2008, acabant desè tercera en la primera carrera olímpica d'obstacles de dones. Ella va ser triada com la millor esportista del 2009 pel diari àrab Assahafa.
Va començar la seva carrera com a corredora de camp a través i va competir en la carrera júnior en els campionats del Mundial de Camp a través de la IAAF en 2000 als quinze anys, acabant en el lloc 46 (el segon millor de l'equip de Tunísia).

## Millors marques
| Esdeveniment              | Temps (m:s) | Lloc                 | Data                   |
| ------------------------- | ----------- | -------------------- | ---------------------- |
| 1500 metres               | 4:06.38     | Zagreb, Croàcia      | 2 de setembre de 2014  |
| 3000 metres               | 8:52.06     | Franconville, França | 28 d'abril de 2013     |
| 5000 metres               | 16:12.9     | Radès, Tunísia       | 22 de juny de 2003     |
| 3000 metres amb obstacles | 9:05.36     | Brussel·les, Bèlgica | 11 de setembre de 2015 |

- Tota la informació presa del perfil de IAAF.